# Beyond the Red Mirror
Beyond the Red Mirror es el décimo álbum de estudio por la banda de power metal alemana Blind Guardian, publicado el 30 de enero de 2015 a través de Nuclear Blast. Es su primer álbum sin el miembro de sesión anterior Oliver Holzwarth en el bajo desde Imaginations from the Other Side (1995), con Barend Courbois reemplazándole. Volverían a componer temas sinfónicos como los destacados "The Ninth Wave" , "At the Edge of Time", "The Throne" , y "Grand Parade", y destacarían otros temas con sonidos más clásicos como "Prophecies" o "Twilight of the Gods" , el cual fue publicado como sencillo para promover este álbum.
Es un álbum conceptual y una secuela a Imaginations from the Other Side. Beyond the Red Mirror ha sido descrito por Hansi Kürsch como "Una historia entre ficción de ciencia y fantasía. [...] Los dos mundos descritos han cambiado dramáticamente para peor desde entonces. Mientras solía haber varios pasos entre los mundos,  hay sólo una puerta queda ahora: El Espejo Rojo (The Red Mirror). Tiene que ser encontrado en cualquier coste."

## Recepción crítica
Beyond the Red Mirror recibió una revisión positiva de Ray Van Horn, Jr. de Blabbermouth.net, que dio al álbum una puntuación de 9.5/10 y dijo: "Precediendo a su décimo álbum Beyond the Red Mirror con Twilight of the Gods anteriormente publicado de los dioses del power metal sinfónico alemanes, Blind Guardian aprovechan una pausa muy larga con encompasing y mágico esfuerzo. Para Beyonde the Red Mirror, la banda trabaja con tres diferentes coros de Budapest, Praga y Boston, junto con dos orquestas de gran prestigio que tenían 90 miembros cada una. Los resultados son más épicos como la banda pretendía, dando forma a una obra mezcla de ciencia ficción y fantasía como puente a su álbum de 1995, Imaginations from the Other Side."

## Listado de canciones
Toda música fue compuesta por André Olbrich y Hansi Kürsch, excepto donde se menciona lo contrario. Todas las letras fueron escritas por Kürsch.
I. The Cleansing of the Promised Land
1. "The Ninth Wave" (Olbrich, Matthias Ulmer, Kürsch) – 9:28
2. "Twilight of the Gods" – 4:50

II. The Awakening
1. "Prophecies" – 5:26
2. "At the Edge of Time" – 6:54

III. Disturbance in the Here and Now
1. "Ashes of Eternity" – 5:39

IV. The Mirror Speaks
1. "Distant Memories" – 5:51 (pista de bonus en ediciones limitadas y de vinilo)

V. Disturbance in the Here and Now (Reprise)
1. "The Holy Grail" (Frederik Ehmke, Olbrich, Kürsch) – 5:59

VI. The Descending of the Nine
1. "The Throne" (Olbrich, Charlie Bauerfeind, Kürsch) – 7:54

VII. The Fallen and the Chosen One
1. "Sacred Mind" – 6:22
2. "Miracle Machine" (Michael Schüren, Kürsch) – 3:03

VIII. Beyond the Red Mirror
1. "Grand Parade" – 9:28

IX. Damnation
1. "Doom" (Marcus Siepen, Olbrich, Kürsch) – 5:48 (pista de bonus en ediciones earbook)

## Personal
Blind Guardian
- Hansi Kürsch – Vocalista principal y coros
- André Olbrich – Guitarra líder, Guitarra rítmica y guitarras acústicas
- Marcus Siepen – guitarra rítmica
- Frederik Ehmke – Batería, percusiones

Personal adicional
- Barend Courbois – Bajo eléctrico bajos
- Michael Schüren – piano
- Mattias Ulmer – Teclados, piano
- Thomas Hackmann, William "Billy" King, Olaf Senkbeil – la compañía de coro
- Charlie Bauerfeind – producción
- Felipe Machado Franco – cubierta y obras de arte de folleto

Orquestas
- Orquesta de Estudio húngaro Budapest (Peter Pejtsik – director)
- FILMharmonic Praga de orquesta (Adam Klemens – director)

Coros
- Coro de Estudio húngaro Budapest (Peter Pejtsik – director)
- FILMharmonic Praga de coro (Stanislav Mistr – director)
- Vox Futura Boston de coro (Andrew Shenton – director)

## Rendimiento del disco

### Gráficos semanales
| Gráfico (2015)           | Posición más elevada |
| ------------------------ | -------------------- |
| Álbumes italianos (FIMI) | 36                   |